# Доменіко Пенцо
Доменіко Пенцо (італ. Domenico Penzo, нар. 17 жовтня 1953, Кіоджа) — італійський футболіст, що грав на позиції нападника, зокрема за «Верону», «Наполі» та «Ювентус». У складі останнього — чемпіон Італії і володар Кубка володарів кубків УЄФА. 

## Ігрова кар'єра
Народився 17 жовтня 1953 року в Кіоджі. Вихованець юнацьких команд «Варезе».
У дорослому футболі дебютував 1972 року виступами за команду «Боргозезія», в якій провів один сезон, взявши участь у 33 матчах чемпіонату. Згодом ще один сезон відіграв в іншому нижчоліговому клубі «Ромулеа», звідки 1974 року перебрався до «Роми».
Згодом з 1975 по 1983 рік грав за «П'яченцу», «Беневенто», «Барі», «Монцу», «Брешію» та «Верону», а 1983 року став гравцем «Ювентуса». У складі «старої сеньйори» також надовго не затримався, проте встиг за результатами єдиного, проведеного у її складі сезону 1983/84 здобути титул чемпіона Італії, відзначившись по ходу чемпіонату п'ятьма голами у 25 іграх. Також того року допоміг туринцям здобути і Кубок володарів кубків УЄФА. На стадії 1/16 фіналу цього турніру став автором «покера» у ворота польської «Лехії» у першій грі двоматчевого протистояння, яку італійці виграли із загальним рахунком 7:0.
1984 року досвідчений нападник перебрався до «Наполі», де відіграв наступні три сезони своєї ігрової кар'єри, утім виходячи на поле дуже нерегулярно, а завершував ігрову кар'єру у «Тренто», за який виступав у сезоні 1987—1988 років.

## Титули і досягнення
- Чемпіон Італії (1):

«Ювентус»: 1983-1984
- Володар Кубка Кубків УЄФА (1):

«Ювентус»: 1983-1984